# Vaire-sous-Corbie
Vaire-sous-Corbie (picardisch: Vaire-dsou-Corbeu) ist eine nordfranzösische Gemeinde mit 289 Einwohnern (Stand 1. Januar 2022) im Département Somme in der Region Hauts-de-France. Die Gemeinde liegt im Arrondissement Amiens, im Kanton Corbie und ist Teil der Communauté de communes du Val de Somme.

## Geographie
Die im Tal am südlichen Ufer der Somme gegenüber von Vaux-sur-Somme in der Luftlinie rund drei Kilometer östlich von Corbie gelegene Gemeinde erstreckt sich im Süden in einem schmalen Streifen bis an die frühere Route nationale 29. Eine Brücke (Pont de Vaux) verbindet Vaire mit Vaux. Östlich im Tal der Somme liegt das Feuchtgebiet des Marais de Vaire.

## Geschichte
Die Gemeinde erhielt als Auszeichnung das Croix de guerre 1914–1918.
| 1962 | 1968 | 1975 | 1982 | 1990 | 1999 | 2006 | 2018 |
| ---- | ---- | ---- | ---- | ---- | ---- | ---- | ---- |
| 184  | 187  | 189  | 194  | 232  | 263  | 262  | 291  |

## Sehenswürdigkeiten
- Kirche Saint-Germain-l’Auxerrois aus dem 19. Jahrhundert
- Kapelle Genet de Chatenay
- Schloss

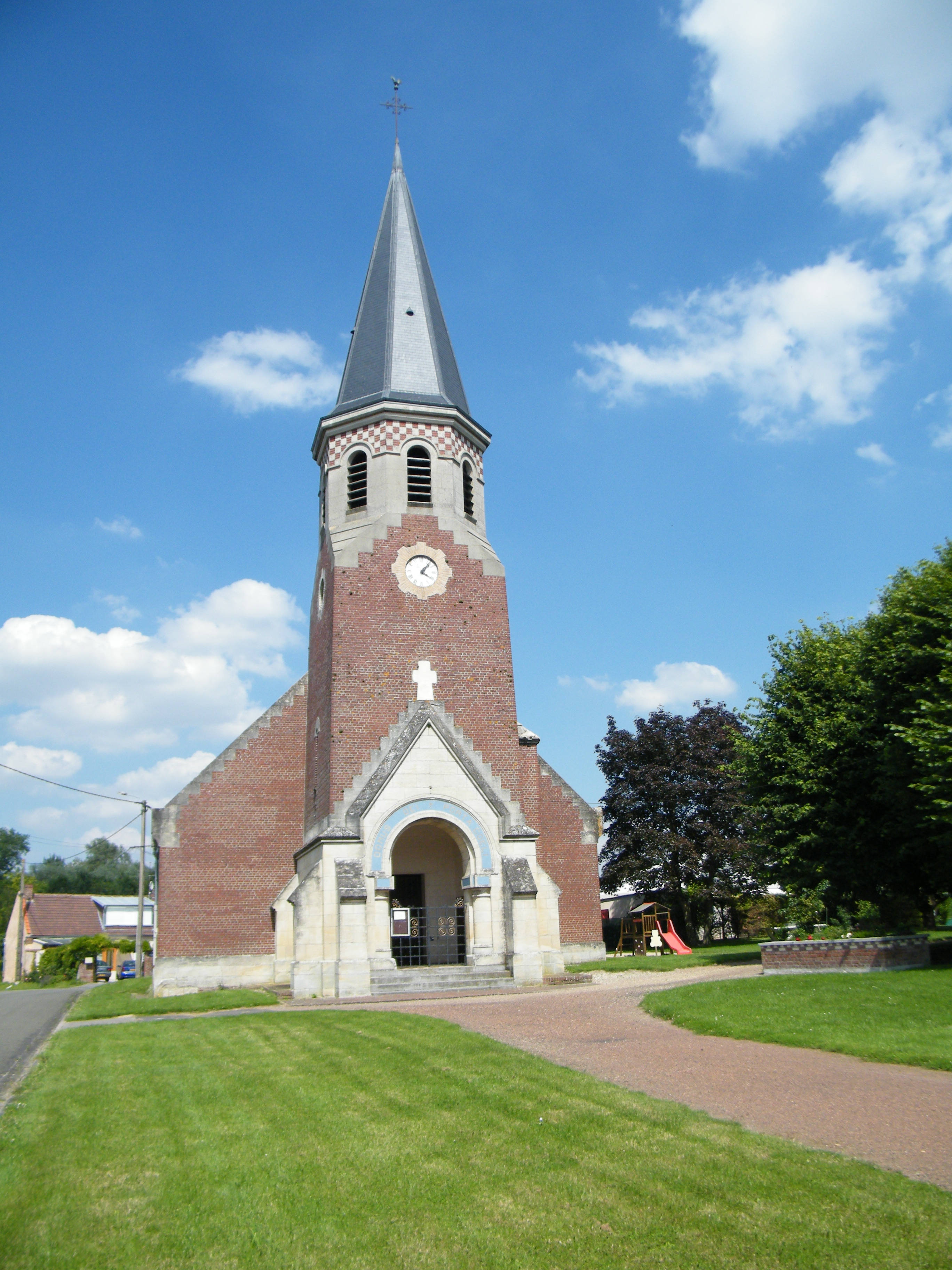
Kirche Saint-Germain-l’Auxerrois
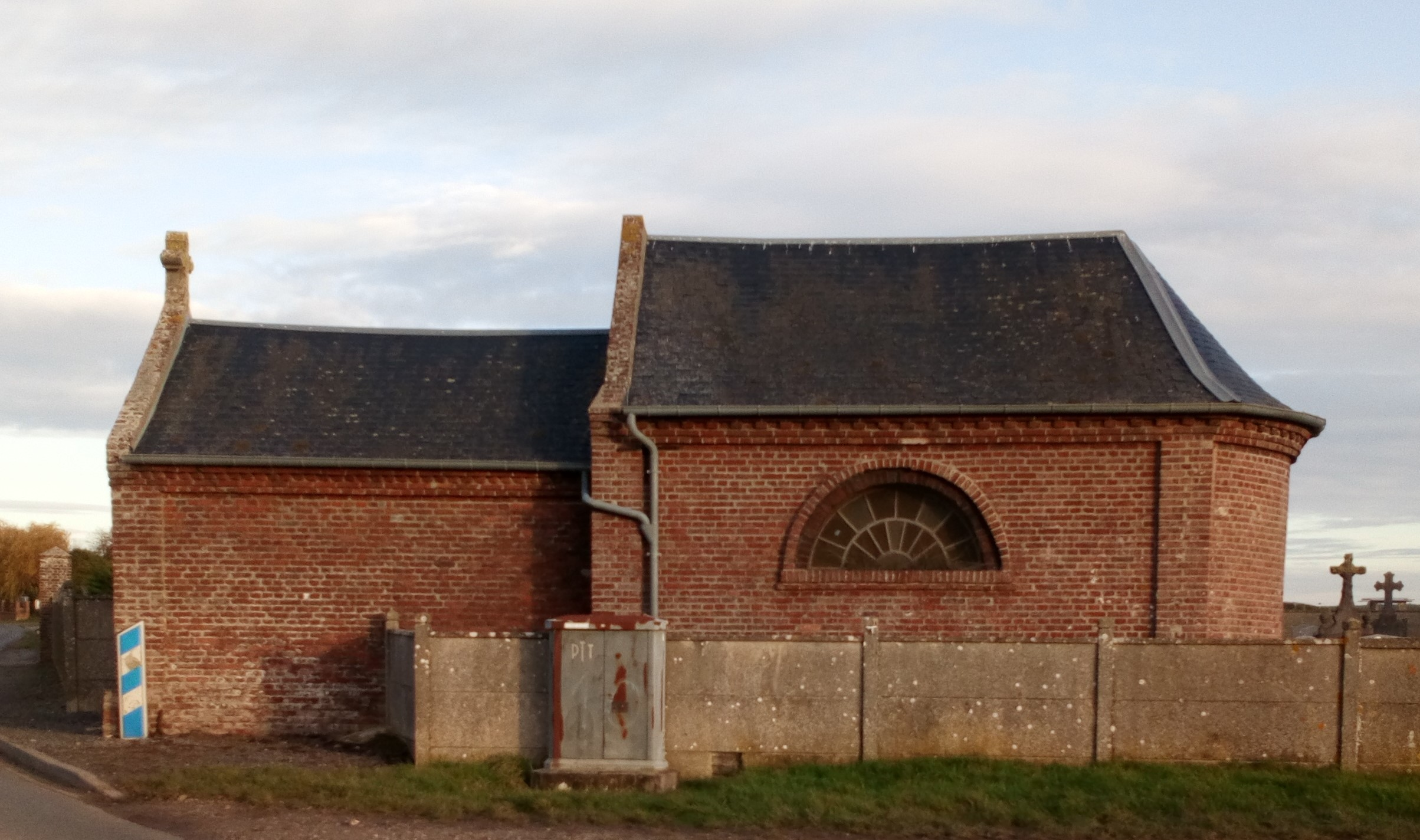
Kapelle Genet de Chatenay
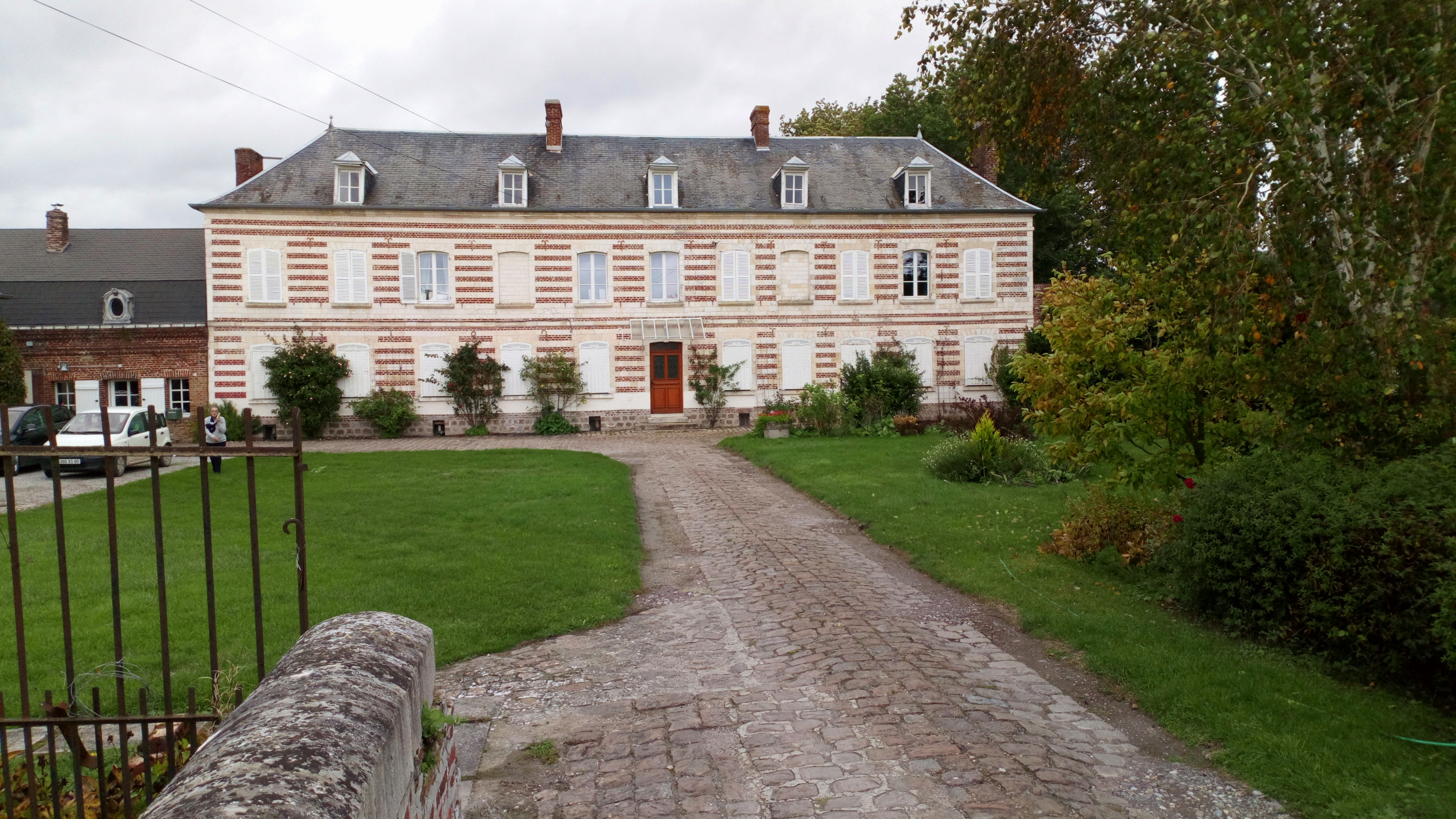
Schloss
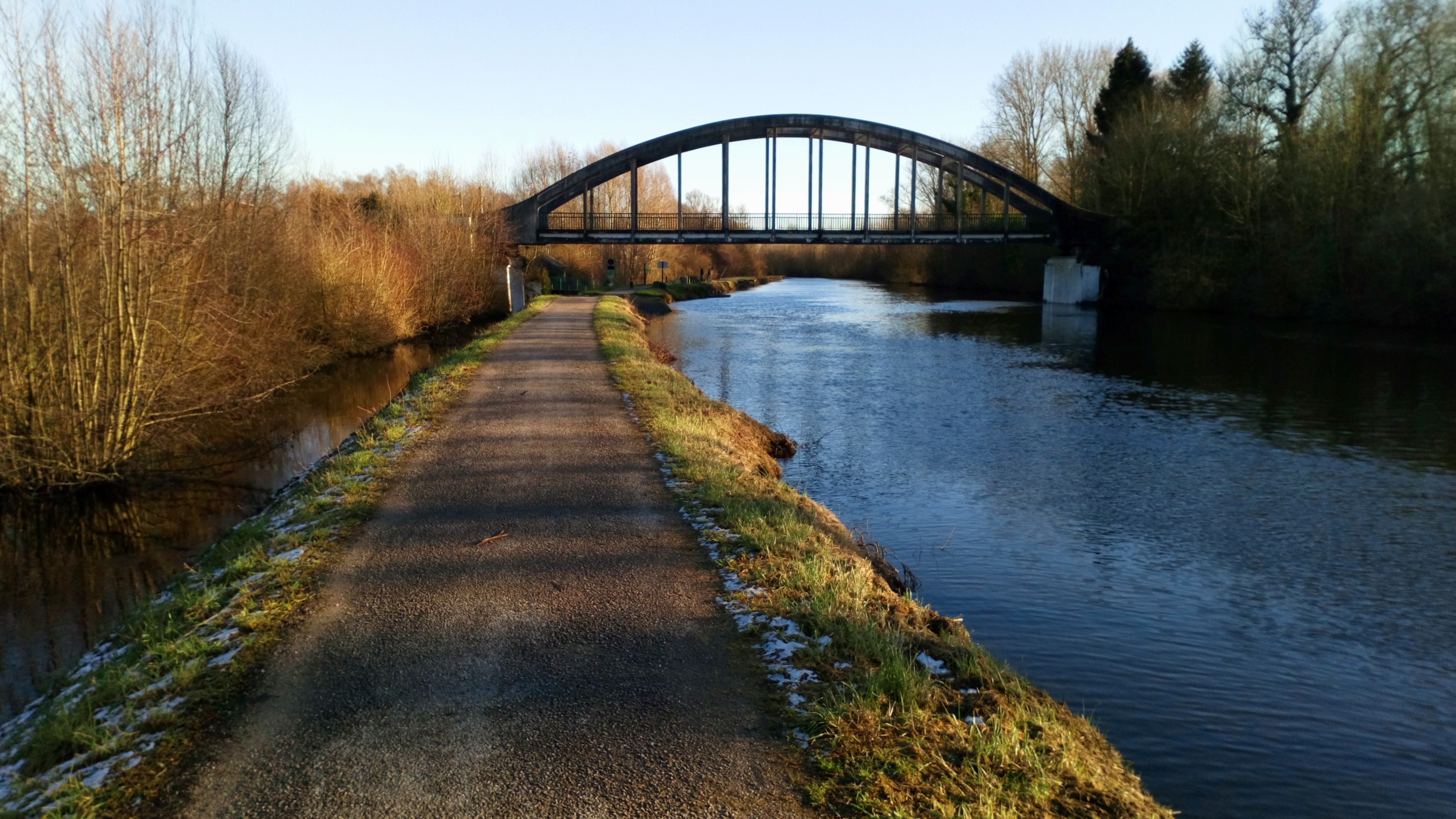
Brücke über die Somme
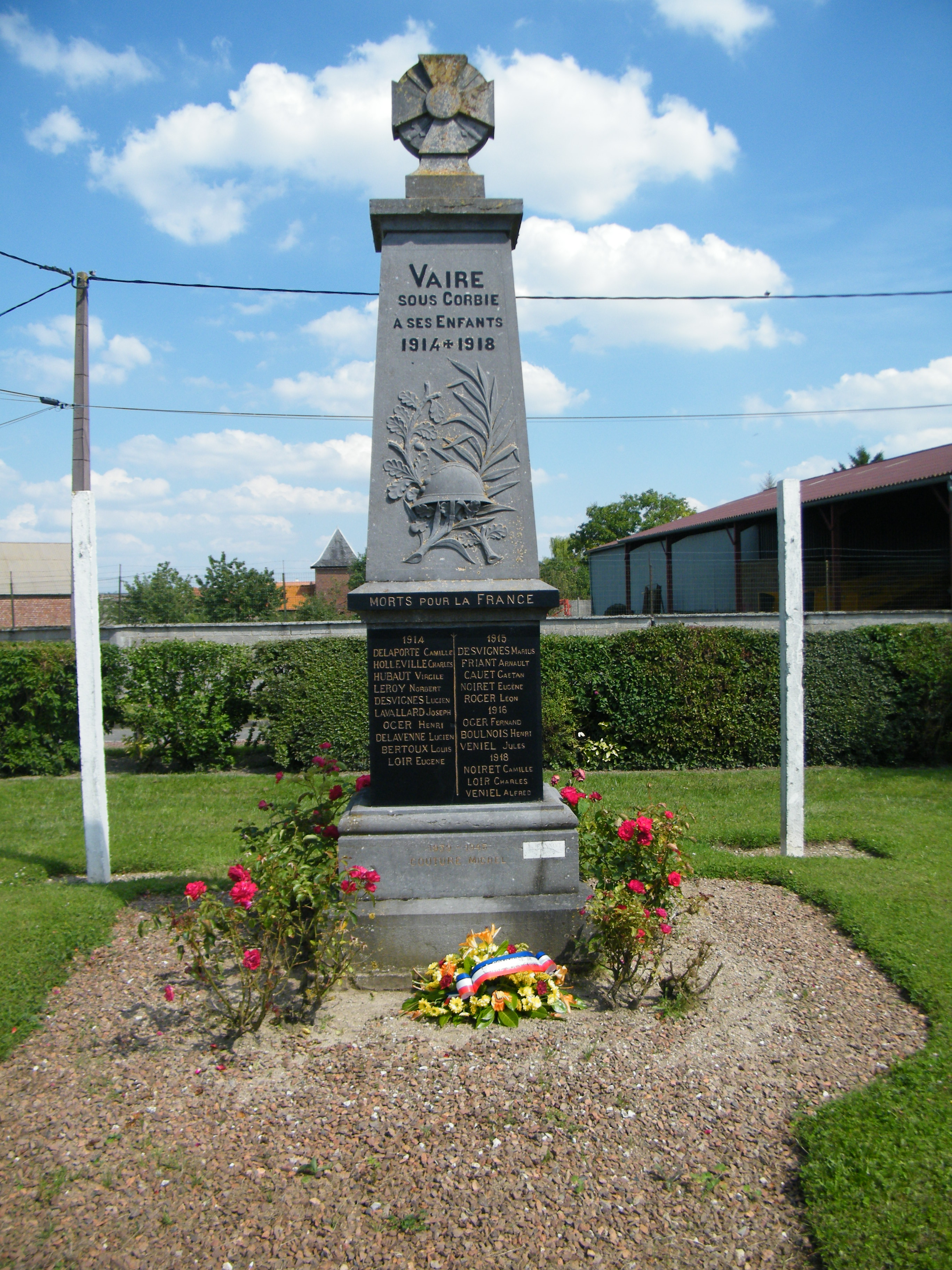
Gefallenendenkmal